# MAMCO
Il MAMCO (Musée d'art moderne et contemporain) è un museo d'arte contemporanea di Ginevra.
Aperto nel 1994 nello spazio che era prima occupato dalla SIP, una fabbrica di meccanica di precisione, il MAMCO è quindi ad oggi il più grande museo di arte contemporanea della Svizzera in quanto lo spazio attuale è di 3500 m2 di esposizione, con una coolezione di 3.000 opere.
Vengono proposte regolarmente importanti retrospettive, come quelle dedicate a Martin Kippenberger, Jim Shaw, Sylvie Fleury, John Armleder o William Leavitt.
Tre volte all'anno, MAMCO rinnova la sua presentazione e le sue mostre. Dialogo tra collezioni sospese e proposte temporanee, offre un viaggio che è più della somma delle sue parti.

## Storia
Il museo nacque dall'azione di un gruppo di attivisti, nato nel 1973, che si strutturarono in forma di associazione di diritto pubblico con il nome di "Gli amici del MAMCO". Tale gruppo aveva come obiettivo appunto la creazione di un museo di arte moderna a Ginevra e si occuparono di coinvolgere l'amministrazione pubblica al fine di realizzare questo obiettivo.
Dopo diversi sforzi si riuscì ad identificare come edificio quello in cui era ubicato la SIP (Société genevoise d'instruments de physique). L'edificio venne invece acquistato dalla Città di Ginevra che però assicuro solo lo spazio e la sicurezza dell'edificio e nessun fondo per l'acquisto delle opere o per l'organizzazione degli spazi.
Dopo l'acquisto dell'edificio, l'associazione andò a creare una fondazione (Fondation MAMCO) che, insieme al Cantone e alla Città di Ginevra compone la FONDAMCO che gestisce il MAMCO.

## Direzione
Dal 1994 al 2015 il MAMCO è stato diretto da Christian Bernard e dal 2016 da Lionel Bovier.

## Caratteristiche
Il museo rinnova la propria esposizione quasi completamente ogni tre anni.
Tra le maggiori esposizioni si citano quelle dei seguenti artisti:
- 1997 - Martin Kippenberger

- 2000 - Jim Shaw

- 2001 - Bertrand Lavier

- 2004 - Guy de Cointet
- 2005 - Fabrice Gygi
- 2005 - Francis Baudevin
- 2006 - Steven Parrino
- 2006 - Jon M. Armleder
- 2008 - Sylvie Fleury
- 2009 - Thomas Bayrle
- 2010 - Franz Erhard Walther
- 2011 - Sarkis
- 2014 - Philippe Thomas
- 2014 - Tatiana Trouvé
- 2015 - Denis Savary
- 2017 - Kelley Walker
- 2018 - Rasheed Araeen

## Picasso
A partire dal marzo 2018 al MAMCO è esposta un'opera di Pablo Picasso, Buste de mousquetaire»  acquistata con una pubblica sottoscrizione per un importo di 2 milioni di euro.